# 석교동 (대전)
석교동(石橋洞)은 대전광역시 중구에 속한 행정동 및 법정동이다. 돌다리가 유래가 되어 석교동이라 불려오고 있으며, 보문산 자락에 평화롭게 자리잡은 주거밀집지역으로 대전천이 동구와 경계를 두고 흘러 산과 내가 조화롭게 펼쳐져 있는 더없이 아름다운 곳이다. 시 지정 유형문화재 35호인 봉소루와 동의 유래가 된 돌다리, 보물제1215-4호인 목은 이색 영정을 모신 영당이 있고, 복전암 인근에 시 지정 유형문화재 19호인 마애여래좌상을 비롯한 돌부처 등 문화유산이 비교적 잘 보존되어 있어 전통문화가 살아 숨쉬고 있어 생생한 현장 교육의 장으로도 활용할 수 있는 유서 깊은 역사를 자랑하고 있다.

## 지명
광해군 때에 판결사에 올랐던 남분봉이 낚시를 하다가 놓아 준 잉어가 꿈 속에 나타나 다리의 형태를 닮은 큰 돌이 있는 곳의 위치를 알려주어 그 돌로 내에 다리를 놓으니 사람들이 그 다리를 "돌다리" 라 불렀다. 이 돌다리를 한자로 표기하여 석교(石橋)라 하였는데, 근처 마을의 이름 또한 이것에 연유하여 석교리(石橋里)라 하였고, 1949년에 오늘날의 석교동(石橋洞)이라 하였다.

## 법정동
- 석교동(石橋洞)
- 옥계동(玉溪洞)
- 호동(虎洞)

## 교육
- 석교초등학교
- 옥계초등학교
- 동명중학교